# Pontus de Huyter
Pontus de Huyter ou Pontus Heuterus, historien et philologue néerlandais, né en 1535 et mort en 1602

## Biographie
Fils naturel de Jan de Huyter, Huissier de justice et Bailli de Delft, il est né à Delft le 23 août 1535 et est mort à Saint-Trond le 9 août 1602.
Après ses études, il fait un bref séjour à Paris, il entre ensuite dans les ordres à Gorinchem (Gorcum).
Lors de la Révolte des gueux, emprisonné, Pontus Heuterus croit sa dernière heure venue. Il échappe miraculeusement aux tumultes religieux.
Il se consacre alors à l'étude de l'histoire des Pays-Bas. Il effectue de nombreux voyages en Bourgogne et en Franche-Comté. En 1585, on le retrouve chanoine à Deventer, il sera également prévôt à Arnhem (Gueldre) et pasteur à Jabbeke.
À la fin de sa vie, il revint s'installer à Saint-trond où il mourut le 9 août 1602. Malgré certaines maladresses et erreurs, Pontus Heutérus a su faire preuve d'impartialité face aux troubles religieux qui secouaient l'Europe.

## Principaux ouvrages
- Rerum Burgundicarum libri sex, in quibus describuntur res gestae regum, ducum, comitumque utriusque Burgundiae, Anvers, 1583, réimpression La Haye, 1639. 
Ce livre, dédié à Philippe II d'Espagne retrace l'histoire des Rois, Ducs et Comtes de Bourgogne. Cette œuvre est toujours importante aujourd'hui en raison du fait que l'auteur eut accès à des sources aujourd'hui disparues.
- Rerum Belgicarum libri quindecim, quibus describuntur pace belloque gesta a principibus Austriacis in Belgio, Anvers, 1598. 
Ce livre est dédié à l'Archiduc Albert.
- Historia secessionis Belgicae, sera publié à Bruxelles en 1649 (bien longtemps après sa mort) mais sera bien vite censuré
- Nederduytsche orthographie, Anvers, 1581.
- L'ensemble de son œuvre, à l'exception de ce dernier ouvrage consacré à l'orthographe, est repris dans  Opera historica omnia, Burgundica, austriaca, Belgica, Louvain, 1643, 2e édition, ibid. 1649, 3e édition ibid. 1651.